# John Jenkins (baloncestista)
John Logan Jenkins III (Hendersonville, Tennessee; 6 de marzo de 1991) es un jugador de baloncesto estadounidense que pertenece a la plantilla de los Criollos de Caguas del BSN de Puerto Rico. Con 1,93 metros de estatura, juega en la posición de escolta.

## Trayectoria deportiva

### Universidad
Jugó durante tres temporadas con los Commodores de la Universidad de Vanderbilt, en las que promedió 17,0 puntos, 2,7 rebotes y 1,1 asistencias por partido. En su primera temporada fue incluido en el mejor quinteto freshman y elegido por los entrenadores como mejor sexto hombre de la Southeastern Conference, tras promediar 11,0 puntos y un 48.3% (72-149) en triples.
En las dos siguientes temporadas lideró la conferencia en anotación, con 19,5 y 19,9 puntos por partido respectivamente, siendo en ambas incluido en el mejor quinteto de la misma. En su temporada júnior igualó el récord de la conferencia de triples anotados (143) y lideró el país en triples por partido, con 3,9. Fue además incluido en el tercer quinteto All-American. Al término de la temporada, anunció que se presentaba al draft de la NBA, renunciando a su último año como universitario.

#### Estadísticas
| Año     | Equipo     | PJ | PT | MPP  | %TC  | %3P  | %TL  | RPP | APP | ROB | TPP | PPP  |
| ------- | ---------- | -- | -- | ---- | ---- | ---- | ---- | --- | --- | --- | --- | ---- |
| 2009–10 | Vanderbilt | 31 | 7  | 23.1 | .470 | .483 | .800 | 2.2 | 1.0 | .5  | .2  | 11.0 |
| 2010–11 | Vanderbilt | 32 | 32 | 34.5 | .462 | .408 | .894 | 3.0 | 1.2 | .8  | .3  | 19.5 |
| 2011–12 | Vanderbilt | 35 | 35 | 33.6 | .474 | .439 | .837 | 2.9 | 1.2 | .8  | .3  | 19.9 |
| Total   | Total      | 98 | 74 | 30.6 | .468 | .438 | .856 | 2.7 | 1.1 | .7  | .3  | 16.9 |

### Profesional
Fue elegido en la vigésimo tercera posición del Draft de la NBA de 2012 por Atlanta Hawks, con los que debutó el 11 de noviembre ante Los Angeles Clippers, con los que consiguió 6 puntos y 2 rebotes.
Tras tres temporadas en Atlanta, el 24 de julio de 2015, Jenkins firma con Dallas Mavericks.
Después de 21 encuentros con los Mavericks es cortado y, el 24 de febrero de 2016, firma con los Phoenix Suns.
El 7 de noviembre de 2017 fichó por el San Pablo Burgos de la Liga Endesa española.
En octubre de 2018 firmó con los New York Knicks para disputar la pretemporada de la NBA.
El 31 de enero de 2018 firmó un contrato por 10 días con los Washington Wizards. Tras no ser renovado, el 11 de febrero firmó otro contrato de diez días, esta vez con New York Knicks, que se mantendría hasta final de temporada.
Durante la temporada 2019-20, jugaría en China en las filas del Jiangsu Dragons y acabaría la temporada en Europa en las filas del Hapoel Eilat de la Ligat Winner.
El 14 de diciembre de 2020, firma por el Bilbao Basket de la Liga Endesa.
El 29 de agosto de 2021, firma por el BCM Gravelines de la LNB Pro A.
Tras pasar por el NBA G League Ignite de la G League, el 30 de marzo de 2023 firmó contrato con el Bàsquet Girona de la liga ACB. La temporada siguiente regresó a los Ignite.
El 26 de mayo de 2024 se anunció su incorporación a los Criollos de Caguas del BSN de Puerto Rico.

## Selección nacional
Integró la selección universitaria de Estados Unidos que compitió en la Universiada de 2011.
Es miembro de la selección absoluta de Estados Unidos, con la que ha disputado partidos en las eliminatorias para la Copa Mundial de Baloncesto y la FIBA AmeriCup.

## Estadísticas de su carrera en la NBA

### Temporada regular
| Año     | Equipo     | PJ  | PT | MPP  | %TC   | %3P   | %TL   | RPP | APP | ROB | TPP | PPP |
| ------- | ---------- | --- | -- | ---- | ----- | ----- | ----- | --- | --- | --- | --- | --- |
| 2012-13 | Atlanta    | 61  | 2  | 14.8 | .446  | .384  | .843  | 1.5 | .9  | .2  | .2  | 6.1 |
| 2013-14 | Atlanta    | 13  | 0  | 12.2 | .381  | .222  | 1.000 | 1.7 | .8  | .1  | .1  | 3.1 |
| 2014-15 | Atlanta    | 24  | 3  | 12.4 | .495  | .404  | .842  | 1.6 | .5  | .4  | .0  | 5.6 |
| 2015-16 | Dallas     | 21  | 1  | 9.2  | .414  | .158  | .889  | 1.0 | .4  | .1  | .0  | 3.3 |
| 2015-16 | Phoenix    | 22  | 2  | 13.0 | .467  | .406  | .800  | 1.6 | 1.2 | .2  | .0  | 5.0 |
| 2016-17 | Phoenix    | 4   | 0  | 3.3  | .400  | .500  | 1.000 | .3  | .3  | .0  | .0  | 1.8 |
| 2018-19 | Washington | 4   | 0  | 3.5  | 1.000 | 1.000 | -     | .3  | .3  | .0  | .0  | 1.5 |
| 2018-19 | New York   | 22  | 0  | 14.5 | .388  | .357  | .833  | 1.6 | 1.0 | .0  | .1  | 5.2 |
| Total   | Total      | 171 | 8  | 12.8 | .441  | .367  | .847  | 1.5 | .8  | .2  | .1  | 5.0 |

### Playoffs
| Año   | Equipo  | PJ | PT | MPP | %TC  | %3P  | %TL  | RPP | APP | ROB | TPP | PPP |
| ----- | ------- | -- | -- | --- | ---- | ---- | ---- | --- | --- | --- | --- | --- |
| 2013  | Atlanta | 4  | 0  | 6.0 | .000 | .000 | .000 | .5  | .8  | .0  | .0  | .0  |
| 2015  | Atlanta | 4  | 0  | 5.3 | .667 | .500 | .000 | .8  | .0  | .0  | .0  | 2.5 |
| Total | Total   | 8  | 0  | 5.6 | .444 | .400 | .000 | .6  | .8  | .4  | .0  | 1.3 |